# Randy Wood
Randolph B. "Randy" Wood, född 12 oktober 1963, är en amerikansk före detta professionell ishockeyspelare som tillbringade elva säsonger i den nordamerikanska ishockeyligan National Hockey League (NHL), där han spelade för ishockeyorganisationerna New York Islanders, Buffalo Sabres, New Jersey Devils, Toronto Maple Leafs och Dallas Stars. Han producerade 334 poäng (175 mål och 159 assists) samt drog på sig 603 utvisningsminuter på 741 grundspelsmatcher. Wood spelade också på lägre nivåer för Springfield Indians i American Hockey League (AHL) och Yale Bulldogs (Yale University) i National Collegiate Athletic Association (NCAA).
Han blev aldrig draftad av någon NHL-organisation.
Han är far till ishockeyspelaren Miles Wood som spelar för New Jersey Devils i NHL.

## Statistik
| 1982–1983   | Yale Bulldogs       | NCAA        | 24  | 5   | 14  | 19  | 10  | —  | — | — | —  | —  |
| 1983–1984   | Yale Bulldogs       | NCAA        | 18  | 7   | 7   | 14  | 10  | —  | — | — | —  | —  |
| 1984–1985   | Yale Bulldogs       | NCAA        | 32  | 25  | 28  | 53  | 23  | —  | — | — | —  | —  |
| 1985–1986   | Yale Bulldogs       | NCAA        | 31  | 25  | 30  | 55  | 26  | —  | — | — | —  | —  |
| 1986–1987   | New York Islanders  | NHL         | 6   | 1   | 0   | 1   | 4   | 13 | 1 | 3 | 4  | 14 |
|             | Springfield Indians | AHL         | 75  | 23  | 24  | 47  | 57  | —  | — | — | —  | —  |
| 1987–1988   | New York Islanders  | NHL         | 75  | 22  | 16  | 38  | 80  | 5  | 1 | 0 | 1  | 6  |
|             | Springfield Indians | AHL         | 1   | 0   | 1   | 1   | 0   | —  | — | — | —  | —  |
| 1988–1989   | New York Islanders  | NHL         | 77  | 15  | 13  | 28  | 44  | —  | — | — | —  | —  |
|             | Springfield Indians | AHL         | 1   | 1   | 1   | 2   | 0   | —  | — | — | —  | —  |
| 1989–1990   | New York Islanders  | NHL         | 74  | 24  | 24  | 48  | 39  | 5  | 1 | 1 | 2  | 4  |
| 1990–1991   | New York Islanders  | NHL         | 76  | 24  | 18  | 42  | 45  | —  | — | — | —  | —  |
| 1991–1992   | New York Islanders  | NHL         | 8   | 2   | 2   | 4   | 21  | —  | — | — | —  | —  |
|             | Buffalo Sabres      | NHL         | 70  | 20  | 16  | 36  | 65  | 7  | 2 | 1 | 3  | 6  |
| 1992–1993   | Buffalo Sabres      | NHL         | 82  | 18  | 25  | 43  | 77  | 8  | 1 | 4 | 5  | 4  |
| 1993–1994   | Buffalo Sabres      | NHL         | 84  | 22  | 16  | 38  | 71  | 6  | 0 | 0 | 0  | 0  |
| 1994–1995   | Toronto Maple Leafs | NHL         | 48  | 13  | 11  | 24  | 34  | 7  | 2 | 0 | 2  | 6  |
| 1995–1996   | Toronto Maple Leafs | NHL         | 46  | 7   | 9   | 16  | 36  | —  | — | — | —  | —  |
|             | Dallas Stars        | NHL         | 30  | 1   | 4   | 5   | 26  | —  | — | — | —  | —  |
| 1996–1997   | New York Islanders  | NHL         | 65  | 6   | 5   | 11  | 61  | —  | — | — | —  | —  |
| NHL totalt  | NHL totalt          | NHL totalt  | 741 | 175 | 159 | 334 | 603 | 51 | 8 | 9 | 17 | 40 |
| AHL totalt  | AHL totalt          | AHL totalt  | 77  | 24  | 26  | 50  | 57  | —  | — | — | —  | —  |
| NCAA totalt | NCAA totalt         | NCAA totalt | 105 | 62  | 79  | 141 | 69  | —  | — | — | —  | —  |